# E39 (trasa europejska)
E39 – trasa europejska przebiegająca przez Danię i Norwegię. E39 jest trasą pośrednią północ-południe.

## Przebieg E39
- Norwegia: Trondheim – Orkanger – Vinjeøra – Halsa – Straumsnes – Krifast – Batnfjordsøra – Molde... Vestnes – Skodje – Ålesund – Volda – Nordfjordeid... Sandane – Førde – Lavik... Instefjord – Knarvik – Bergen – Os – Stord – Sveio – Aksdal – Bokn... Rennesøy – Randaberg – Stavanger – Sandnes – Helleland – Flekkefjord – Lyngdal – Mandal – Kristiansand
- prom
- Dania: Hirtshals – Hjørring – Nørresundby – Ålborg (zob. Hirtshalsmotorvejen).

## Stary system numeracji
Do 1983 roku obowiązywał poprzedni system numeracji, według którego oznaczenie E39 dotyczyło trasy: Hechtel — Heerlen — Akwizgran. Arteria E39 była wtedy zaliczana do kategorii „B”, w której znajdowały się trasy europejskie będące odgałęzieniami oraz łącznikami.

### Drogi w ciągu dawnej E39
Lista dróg opracowana na podstawie materiału źródłowego
| Belgia           | - droga nr 15: Hechtel – Zonhoven - autostrada E39: Zonhoven – Genk – Eisden – granica z Holandią |
| Holandia         | autostrada E39: granica z Belgią – Geleen – Heerlen – granica z RFN                               |
| Niemcy Zachodnie | autostrada A4: granica z Holandią – Aachen                                                        |